# Pauline Wissant
Pauline Wissant, née le 8 juin 1848 au Havre et morte le 7 juin 1927 à Paris, est une peintre française.

## Biographie
Pauline Wissant est la fille du peintre Charles Wissant et de Joséphine Beauderon.
Élève de son père, elle expose au Salon de 1869 en présentant Un coin d’atelier.
Domiciliée au Kremlin-Bicêtre, elle meurt à l'hôpital de la Pitié-Salpêtrière à l'âge de 78 ans. Elle est inhumée au cimetière parisien d'Ivry.